# Lambayeque
Lambayeque – miasto w Peru leżące w regionie Lambayeque. W 1993 roku miasto liczyło 35 042 mieszkańców.
Lambayeque założone zostało w 1553 roku.